# 卡鲁比斯河
卡鲁比斯河是流经基纳巴卢国家公园的主要河流之一。卡鲁比斯河上游流域存在着大量猪笼草，包括爱德华猪笼草（N. edwardsiana）、马来王猪笼草（N. rajah）和长毛猪笼草（N. villosa），及两种自然杂交种哈里猪笼草（N. × harryana）和基纳巴卢山猪笼草（N. × kinabaluensis）。